# Чувирята
Чувирята — деревня в Кунгурском районе Пермского края в составе Кыласовского сельского поселения.

## География
Находится в северной части Кунгурского района недалеко от левого берега реки Сылва примерно в 8 километрах от села Кыласово по прямой на восток-северо-восток.

## Климат
Климат умеренно-континентальный с продолжительной снежной зимой и коротким, умеренно-тёплым летом. Средняя температура июля составляет +17,8 °С, января −15,6 °С. Среднегодовая температура воздуха составляет +1,3 °С. Средняя продолжительность периода с отрицательными температурами составляет 168 дней и продолжительность безморозного периода 113 дней. Среднее годовое количество осадков составляет 539 мм.

## История
Деревня известна с 1909 года, альтернативное название Чувирята, по имени проживавшего здесь по местным преданиям татарина Чувиря (Чивиря). Известно, что количество дворов в деревне долгое время уменьшалось с годами (42 двора в 1926 году, 18 в 1960), но с образованием учхоза «Кыласово» снова начало расти до конца 80-х годов. В последние годы идет деградация производственной сферы и социальной сферы: ликвидированы сельскохозяйственные объекты, закрыт детсад, фельдшерско-акушерский пункт.

## Население
Постоянное население составляло 82 человека в 2002 году (99 % русские), 53 человека в 2010 году.